# Cantonul Tréguier
Cantonul Tréguier este un canton din arondismentul Lannion, departamentul Côtes-d'Armor, regiunea Bretania, Franța.

## Comune
- Camlez
- Coatréven
- Langoat
- Lanmérin
- Minihy-Tréguier
- Penvénan
- Plougrescant
- Plouguiel
- Tréguier (reședință)
- Trézény